# 24778 Nemsu
24778 Nemsu (1993 KW1) là một tiểu hành tinh vành đai chính bên trong được phát hiện ngày 24 tháng 5 năm 1993 bởi C. S. Shoemaker và D. H. Levy ở Palomar.